# مارتین مارژیلا

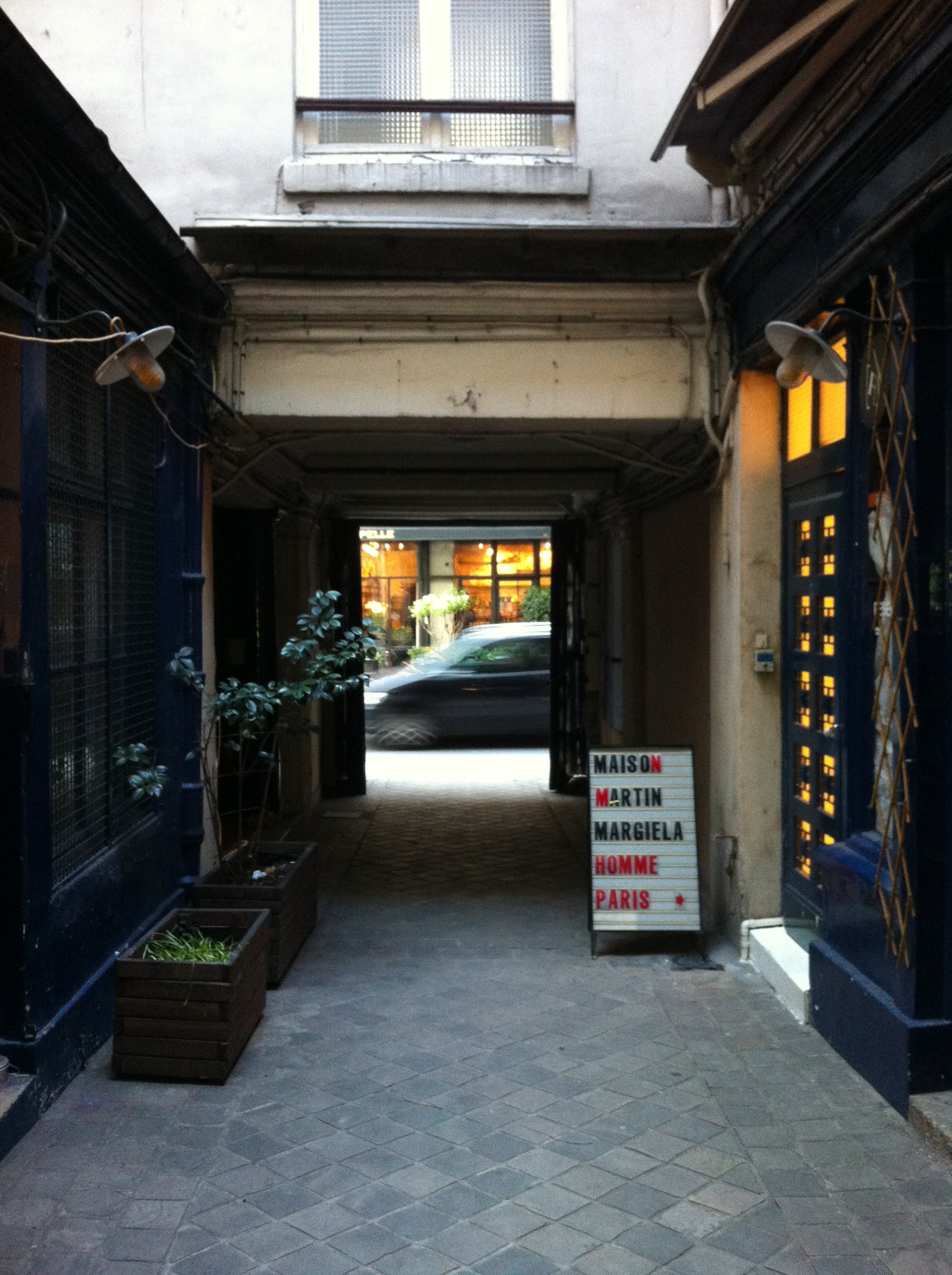
نگاره ای از فروشگاه مارتین مارژیلا در پاریس به سال ۲۰۱۲

مارتین مارژیلا (فرانسوی: Martin Margiela‎؛ زادهٔ ۹ آوریل ۱۹۵۷) طراح مد اهل بلژیک است. او در سال ۱۹۷۹ از آکادمی سلطنتی هنرهای زیبای آنتورپ فارغ‌التحصیل شد و سال بعد به صورت افتخاری به گروه آوانگارد آنتورپ شش پیوست؛ گروهی که با طراحیهای متمایز تحولی در مد آن دوران پدیدآورد.